# ブリッジウォーター伯爵
ブリッジウォーター伯爵（ブリッジウォーターはくしゃく、英語: Earl of Bridgewater）は、かつて存在したイングランド貴族の伯爵位。
1期目は1538年から1548年までドーベニー家が1代だけ保有した。2期目は1617年から1829年までエジャートン家が8代にわたって保有した。1720年から1803年にかけてエジャートン家はブリッジウォーター公爵にも叙されていたため、ブリッジウォーター伯爵位はその従属爵位だった。

## 歴史

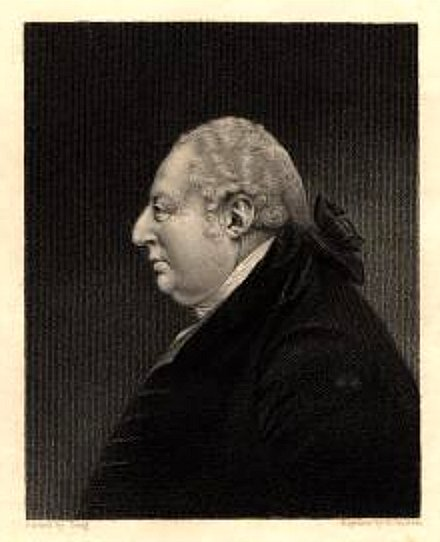
第3代ブリッジウォーター公爵フランシス・エジャートンの肖像画

1期目はジャイルズ・ドーベニー(生年不詳-1508)が1486年頃に叙されたイングランド貴族爵位ドーベニー男爵(Baron Daubeney)を前身とし、その息子である2代ドーベニー男爵ヘンリー・ドーベニーが1538年7月19日に叙されたものだが、彼には子供がなかったため彼一代で廃絶している。
2期目はトマス・エジャートン(1540–1617)が1603年7月21日に叙されたイングランド貴族シュルーズベリー州におけるエルズミアのエルズミア男爵 (1st Baron Ellesmere, of Ellesmere in the County of Shrewsbury)と1616年11月7日に叙されたノーサンプトン州におけるブラックリーの初代ブラックリー子爵 (1st Viscount Brackley, of Brackley in the County of Northampton)を前身とし、その息子である2代ブラックリー子爵ジョン・エジャートンが1617年5月27日に叙されたのに始まる。
下って4代ブリッジウォーター伯爵スクロープ・エジャートンは、1720年6月18日にイングランド貴族ブリッジウォーター公爵（Duke of Bridgewater）とブラックリー侯爵（Marquess of Brackley）に叙せられた。
その末息子である3代ブリッジウォーター公爵フランシス・エジャートン(1736–1803)は1761年から公爵家が所有するワースリーの炭坑とマンチェスターを繋げるためにブリッジウォーター運河を建設したことで著名である。しかし彼には子供も弟もなかったので彼の死とともにブリッジウォーター公爵位とブラックリー侯爵位は廃絶した。
一方ブリッジウォーター伯爵位は従兄弟(3代ブリッジウォーター伯に遡っての分流)にあたるジョン・ウィリアム・エジャートン(1753–1823)に継承された(7代伯爵)。彼にも子供がなかったので彼の死後、弟のフランシス・ヘンリー・エジャートン(1756–1829)が8代伯爵位を継承したが、8代伯にも子供がなく、彼の死をもって継承資格者は死に絶えて全保有爵位が廃絶している。

## 歴代当主

ドーベニー家紋章

### ドーベニー家

#### ドーベニー男爵 (1486年頃創設)
- 初代ドーベニー男爵ジャイルズ・ドーベニー（英語版）,  (Giles Daubeney, 生年不詳-1508)
- 2代ドーベニー男爵ヘンリー・ドーベニー（英語版） (Henry Daubeney, 1494–1548)
  - 1538年にブリッジウォーター伯爵(第1期)に叙される

#### ブリッジウォーター伯 第1期 (1538年創設)
- 初代ブリッジウォーター伯・2代ドーベニー男爵ヘンリー・ドーベニー（英語版） (1493–1548)

### エジャートン家

エジャートン家紋章

#### エルズミア男爵 (1603年創設)
- 初代エルズミア男爵トマス・エジャートン (Thomas Egerton, 1540–1617)
  - 1616年にブラックリー子爵に叙される

#### ブラックリー子爵 (1616年創設)
- 初代ブラックリー子爵トマス・エジャートン (Thomas Egerton, 1540–1617)
- 2代ブラックリー子爵ジョン・エジャートン（英語版） (John Egerton, 1579–1649)
  - 1617年にブリッジウォーター伯爵(第2期)に叙される

#### ブリッジウォーター伯 第2期 (1617年創設)
- 初代ブリッジウォーター伯ジョン・エジャートン（英語版） (John Egerton, 1579–1649)
- 2代ブリッジウォーター伯ジョン・エジャートン (John Egerton, 1623–1686)
- 3代ブリッジウォーター伯ジョン・エジャートン (John Egerton, 1646–1701)
- 4代ブリッジウォーター伯スクロープ・エジャートン (Scroop Egerton, 1681–1745)
  - 1720年にブリッジウォーター公爵に叙される

#### ブリッジウォーター公 (1720年創設)
- 初代ブリッジウォーター公・4代ブリッジウォーター伯スクロープ・エジャートン (Scroop Egerton, 1681–1745)
- 2代ブリッジウォーター公・5代ブリッジウォーター伯ジョン・エジャートン (John Egerton, 1727–1748)
- 3代ブリッジウォーター公・6代ブリッジウォーター伯フランシス・エジャートン (Francis Egerton, 1736–1803)
  - ブリッジウォーター公位廃絶

#### ブリッジウォーター伯 第2期 (1617年創設)
- 7代ブリッジウォーター伯ジョン・ウィリアム・エジャートン（英語版） (John William Egerton, 1753–1823)
- 8代ブリッジウォーター伯フランシス・ヘンリー・エジャートン (Francis Henry Egerton, 1756–1829)
  - ブリッジウォーター伯位(第2期)廃絶